# Mühlebach (Ernen)
Mühlebach (toponimo tedesco) è una frazione di 77 abitanti del comune svizzero di Ernen, nel Canton Vallese (distretto di Goms).

## Storia

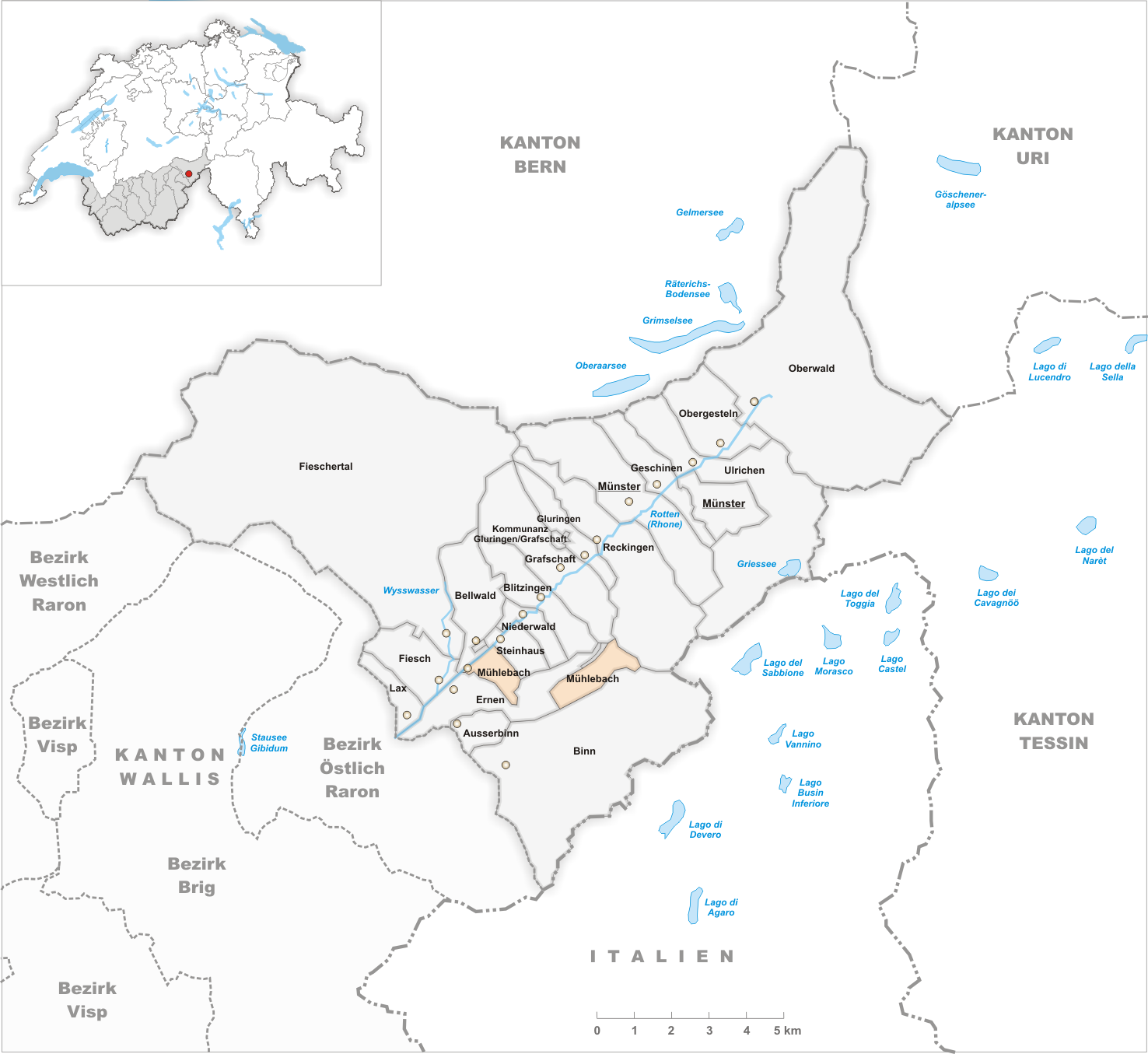
Il territorio del comune di Mühlebach prima degli accorpamenti comunali del 2004.

Già comune autonomo che si estendeva per 9,8 km², nel 2004 è stato accorpato al comune di Ernen assieme agli altri comuni soppressi di Ausserbinn e Steinhaus.

## Monumenti e luoghi d'interesse
- Cappella della Sacra Famiglia, consacrata nel 1676[1];
- Casa Johann Clausen, eretta nel 1501[1].

## Società

### Evoluzione demografica
L'evoluzione demografica è riportata nella seguente tabella:
Abitanti censiti

## Amministrazione
Ogni famiglia originaria del luogo fa parte del cosiddetto comune patriziale e ha la responsabilità della manutenzione di ogni bene ricadente all'interno dei confini della frazione.